# Eustacio Dafnomeles
Eustacio Dafnomeles (en griego: Εὐστάθιος Δαφνομήλης, fl. principios del siglo XI) fue un estratego y patricio bizantino que se distinguió en la conquista bizantina de Bulgaria. Se ubica como uno de los generales más prominentes y exitosos en la guerra de treinta años entre el emperador Basilio II y Samuel de Bulgaria, ayudando a poner fin al largo conflicto al cegar y capturar el último jefe búlgaro, Ivats, en 1018.

## Biografía
La principal fuente que describe la vida de Dafnomeles, y de hecho las campañas búlgaras (986-1018) del emperador Basilio II, es la Synopsis Historion de Juan Escilitzes de finales del siglo XI, cuya cronología es a menudo problemática de reconstruir. Dafnomeles provenía de la aristocracia terrateniente de Asia Menor, que durante siglos proporcionó la élite militar bizantina. La historiografía tradicional sitúa su primera aparición alrededor de 1005, cuando se dice que la ciudad portuaria adriática de Dirraquio fue entregada por Juan Criselio, un magnate local, a los bizantinos. Dafnomeles, al frente de una flota, tomó posesión de la ciudad. Sin embargo, dada la narrativa cronológicamente poco clara de Escilitzes, es posible que este episodio refleje su nombramiento posterior (después de 1018) como estratego (gobernador militar) de la ciudad.

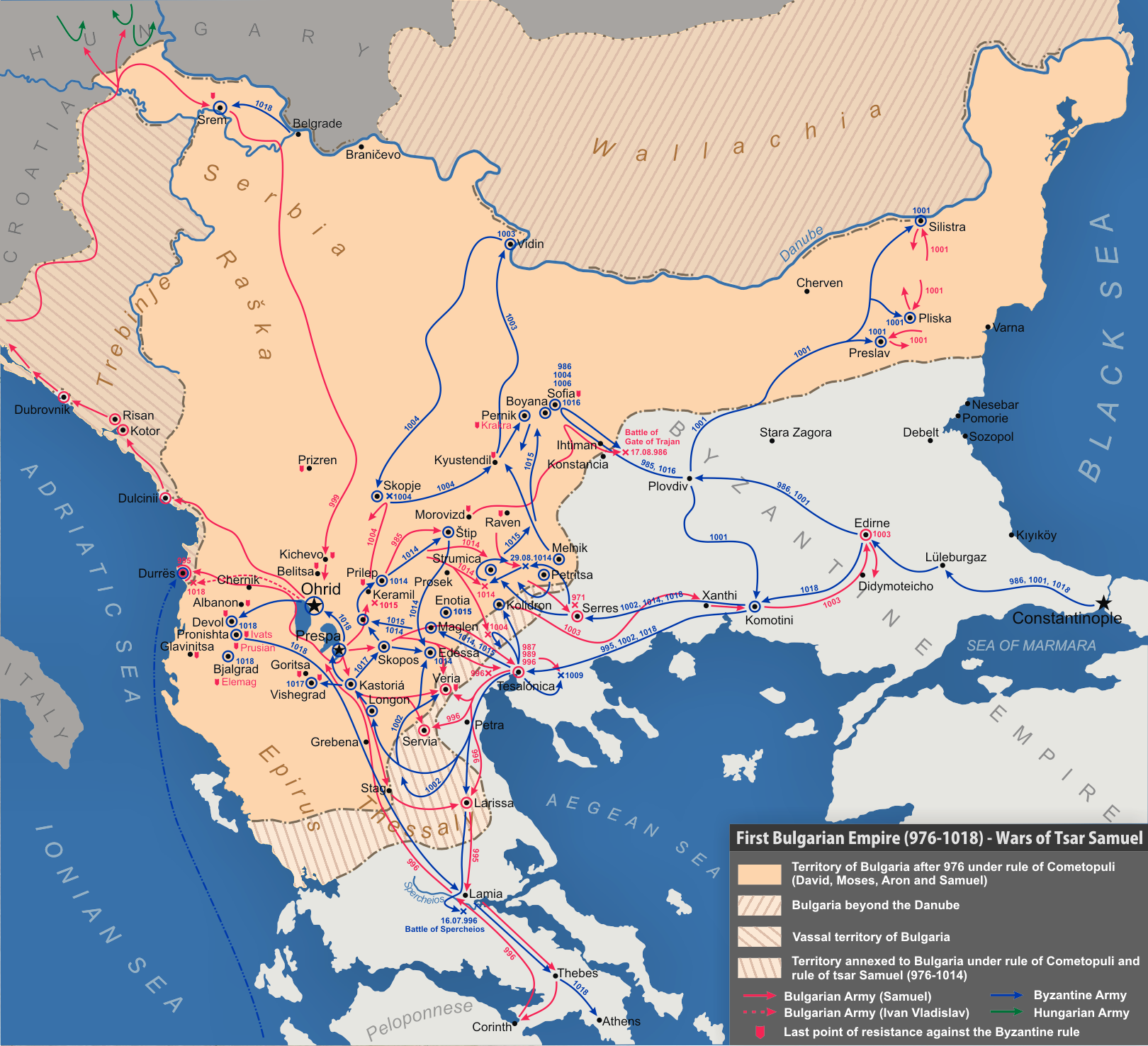
Mapa de las guerras bizantino-búlgaro en la época del emperador Basilio II y el zar Samuel de Bulgaria.

Dafnomeles participó en los conflictos posteriores contra el zar Samuel, pero su mayor hazaña fue la captura del caudillo búlgaro Ivats en 1018, por lo que se le otorgó una posición destacada en la obra de Escilitzes. Tras la derrota en la batalla de Clidio en 1014, la resistencia búlgara comenzó a colapsar. En 1018, la mayoría de los comandantes búlgaros se habían rendido, y solo Ivats, que se había retirado con sus seguidores a la propiedad real de Pronista, una posición montañosa naturalmente fuerte y defendible, continuó resistiendo. Rechazó tanto los sobornos como las amenazas de los bizantinos, y durante 55 días, el ejército bizantino del emperador Basilio II permaneció acampado en Deabolis cerca, esperando su rendición. En ese momento, y mientras las multitudes locales se reunían en el palacio de Ibatzes para la fiesta de la Dormición, Dafnomeles, ahora estratego de la cercana Ocrida, por su propia iniciativa, resolvió poner fin al estancamiento. Con solo dos escoltas, subió el camino a la finca y se anunció a Ivats. Ivats, creyendo que Dafnomeles no habría venido solo a menos que tuviera la intención de forjar una alianza contra Basilio II, se retiró con el estratego a un claro bosque aislado en los jardines para una discusión privada. Allí, Dafnomeles y sus dos asociados ocultos se abalanzaron sobre el general búlgaro, lo cegaron y lo llevaron al piso superior del palacio, entre la multitud reunida que estaba demasiado aturdida para reaccionar. Cuando los búlgaros se recuperaron, se reunieron debajo del edificio pidiendo venganza. Sin embargo, Dafnomeles se dirigió a ellos y logró convencerlos de la inutilidad de una mayor resistencia, y deponer las armas y pedir el perdón del emperador.
La captura de Ivats el 15 de agosto de 1018 puso fin al largo conflicto entre Bizancio y Bulgaria, y, según el bizantinista Paul Stephenson, aseguró para Dafnomeles, junto con Nicéforo Urano y Nicéforo Xifias, la reputación de uno de los generales más destacados y exitosos de las guerras búlgaras de Basilio II.
Después de su hazaña, Dafnomeles fue nombrado estratego del Thema de Dirraquio por un emperador agradecido, y teniendo en cuenta toda la riqueza móvil de Ivats como recompensa. En 1029, sin embargo, fue acusado de conspirar con otros gobernadores prominentes de los Balcanes para derrocar al emperador Romano III Argiro a favor del dux Constantino Diógenes. Después, los acusados fueron devueltos a Constantinopla, golpeados, paseados por la Mese y desterrados. No se sabe nada más de Dafnomeles.